# Alfons z Clary-Aldringenu
Alfons kníže z Clary-Aldringenu (německy Alfons von Clary und Aldringen, 12. března 1887 Drážďany – 6. října 1978 Benátky) byl česko-rakouský šlechtic z rodu Clary-Aldringenů, poslední majitel severočeského statku a zámku Teplice.

## Život

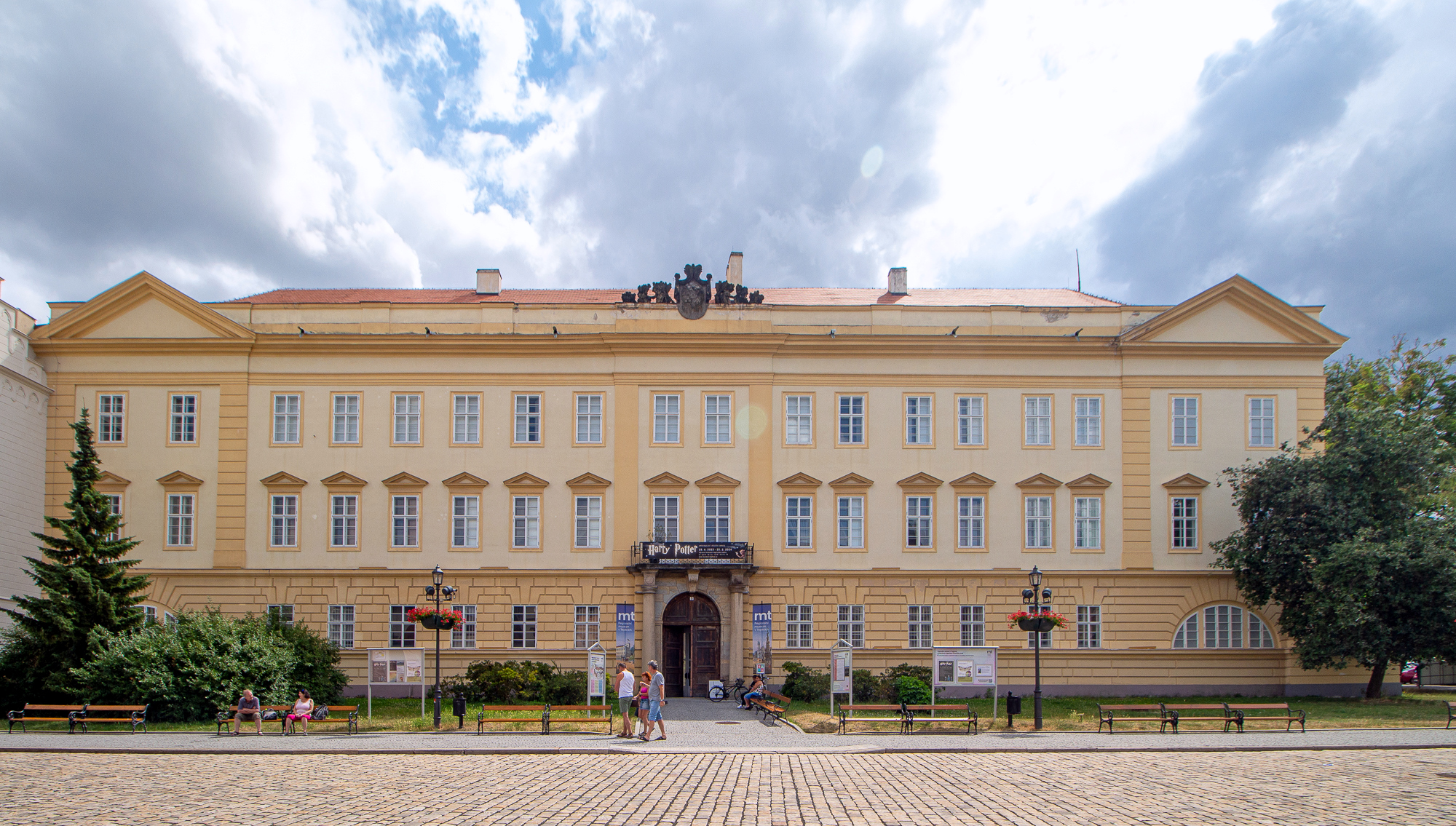
Zámek Teplice

Narodil se jako syn Siegfrieda z Clary-Aldringenu a jeho manželky Terezy Marie, rozené Kinské z Vchynic a Tetova. 
V době první světové války byl důstojníkem rakousko-uherské armády na ruské frontě, kde byl vyznamenán velkou zlatou medailí Za statečnost. 
V roce 1920 zdědil panství Teplice a do roku 1930 probíhala jednání o rozsahu pozemkové reformy, která kromě nuceného výkupu některých statků zrušila i tradiční fideikomis. V roce 1922 spoluzakládal a pak i vedl sudetoněmeckou organizaci Deutsche Liga für Völkerbund und Völkerverständigung in der Tschechoslowakei (Völkerbundliga), která spolupracovala se Společností národů v Ženevě. 
Na konci druhé světové války odešel z Československa, kde byl podle Benešových dekretů celý jeho majetek zkonfiskován a usadil se v Benátkách.
Jeho paměti Geschichten eines alten Österreichers z roku 1977 vyšly v roce 2002 i česky jako Vůně vzpomínek. V českém vydání chybí kritické vzpomínky na předválečné Československo.

## Manželství a potomci
Oženil se v 1916 s hraběnkou Lidwinou von und zu Eltz (15. 8. 1894 Eltville – 4. 4. 1984 Benátky), která na svět přivedla tři syny a dceru. Dva ze synů padli v druhé světové válce. 
- 1. Hieronymus z Clary-Aldringenu (27. 8. 1917 Teplice – 28. 7. 1941 Sokolowka), svobodný a bezdětný, padl ve druhé světové válce[3][4]
- 2. Markus z Clary-Aldringenu (1. 9. 1919 Teplice – 1. 3. 2007 Bonitas Springs), 8. kníže z Clary-Aldringenu, I. manž. 1942 hraběnka Paula Schaffgotschová (10. 2. 1920 Kopice – 26. 7. 2006 Otzberg), rozvedli se roku 1964, II. manž. 1964 Gisela von Witzleben (16. 9. 1922 Witzleben – 26. 6. 2001 Benátky)[4]
- 3. Karl z Clary-Aldringenu (14. 3. 1921 Teplice – 14. 12. 1944 Koprivnica), svobodný a bezdětný, padl ve druhé světové válce[4][5]
- 4. Elisalex z Clary-Aldringenu (4. 2. 1923 Teplice – 24. 9. 1990 Řím), manž. 1950 Michaelangelo Gaspari (24. 11. 1925 Latisana – 8. 5. 2005 Portoferraio)[6]